# Cyril Nzama
Cyril Nzama (Soweto, 26 giugno 1974) è un ex calciatore sudafricano, di ruolo difensore.